# Farangis Nurulla-Khoja
Farangis Nurulla-Khoja, född 2 september 1972 i Dusjanbe i Tadzjikistan, är en tadzjikisk-svensk-kanadensisk tonsättare, bosatt i Kanada.

## Biografi
Farangis Nurulla-Khoja började sin musikaliska utbildning i hemstaden, först pianostudier vid Z. Shahidi Special Music School (1979–1990) och därefter orientalisk musikvetenskap vid Institute of Art (1990–1994). 1992–1993 var hon forskare i musiketnologi vid Pitt Rivers Museum i Oxford vilket ledde fram till en avhandling om tadzjikisk och kinesisk musiktradition. 1994–1999 gick hon kompositionsklassen vid Musikhögskolan vid Göteborgs universitet för Ole Lützow-Holm och senare studerade hon komposition vid University of San Diego.
Farangis Nurulla-Khoja invaldes i Föreningen svenska tonsättare år 2008.

## Verkförteckning
- Pigments för flöjt, klarinett, trombon, vibrafon, slagverk, piano och stråkkvartett (1995)
- Falak (övergång från ett stadium till ett annat) för flöjt, oboe, trombon och kontrabas (1998)
- Replica för orkester (1998)
- Zindarud för sopran och baryton (1998/2010)
- Rubai för mezzosopran och slagverk (1999)
- Scarabé, legenda för orkester (2000)
- Areola för oboe och piano (2001)
- Palimpsest VII för stråkorkester (2001)
- Eluvia för cello med slagverk och elektronik (2002)
- Pomir för flöjt och elektronik (2002)
- Arabesque för kammarensemble (2003)
- Meniserhan för saxofonkvartett (2003)
- Pari Passu för orkester (2003)
- Rhodondon för stråkkvartett (2003)
- ... a Thorn Expands to a Rose för 6 röster (2004)
- Arabesque för blockflöjt och koto (2004)
- Arioso, elektroakustisk musik (2004)
- Sado för 7 instrument (2004)
- The Unregenerate för blockflöjt och koto (2004)
- Astral för altflöjt (2004–05)
- Farrago för viola och live-elektronik (2005)
- Giuoco piano för saxofonkvartett (2005)
- Lailak, elektroakustisk musik (2005)
- Sado II för kammarensemble (2005)
- Almacantar för orkester (2006)
- Disegno för orkester (2006)
- Tabula rasa för saxofonkvartett och live-elektronik (2006)
- Tarantella för piano och live-elektronik (2006)
- La devinette de l'arlequin för kammarensemble (2006–2007)
- Cadabra för slagverkare (2007)
- The Might of Whirling Winds för röst och slagverk (2007)
- Three Rivers, Four Strings (2007)
- Blind Flower för mezzosopran, flöjt, klarinett, violin, cello och piano till text av Shaikh Sa'di (2008)
- Navo för slagverksensemble (2008)
- Three-topped Silo för koto och live-elektronik (2008)
- Yori turo, elektroakustisk musik (2008)
- Recitative of Nightingale för orkester (2008)
- D’ici et d’ailleurs för kammarensemble (2009)
- Juftpar för orkester (2009)
- Ye yin yong tan diao för zhonghu, sheng, suona och orkester (2009)
- La cloche fêlée för orgel och slagverk (2010)
- Caravan of Despair för mezzosopran, flöjt, klarinett, gitarr, slagverk, viola, cello och live-elektronik (2010–2011)
- La ultima noche, elektroakustisk musik (2011)
- Parparon för orkester (2011)
- Ravishi Nur för saxofon och sinfonietta (2011)
- Aphorisms för slagverk och live-elektronik (2012)
- False Ceiling för violin och slagverk (2012)
- Gusto för orkester (2012)
- Petit message för orkester (2012)
- Veil of a Riddle, elektroakustisk musik (2012)
- Månens skål för 8 röster till text av Karin Boye (2013)
- Osmon, elektroakustisk musik (2013)
- Dahlez för piano (2015)
- Daidu förviolin solo, 3 slagverkare och stråkorkester (2015)
- Ni d'ici ni d'ailleurs för kammarensemble (2015)
- Oshiqi Pechon för saxofonkvartett (2015)
- Duo, elektroakustisk musik
- Mehrob, elektroakustisk musik